# Mountain Dew
Mountain Dew, cách điệu là Mtn Dew, là một nhãn hiệu nước ngọt có ga do PepsiCo sản xuất và sở hữu. Công thức ban đầu được phát minh vào năm 1940 bởi những người đóng chai nước giải khát tại Tennessee là Barney và Ally Hartman. Một công thức sửa đổi được tạo ra bởi Bill Bridgforth vào năm 1958. Bản quyền công thức này là của Tip Corporation của Marion, Virginia. William H. "Bill" Jones của Tip Corporation đã hoàn thiện thêm công thức này, tung ra phiên bản Mountain Dew vào năm 1961. Vào tháng 8 năm 1964, thương hiệu Mountain Dew và quyền sản xuất đã được công ty Pepsi-Cola mua lại từ Tip và việc phân phối được mở rộng trên khắp Hoa Kỳ và Canada.

## Hương vị
Mountain Dew có nhiều hương vị tùy thuộc vào từng vùng phân phối trên thế giới:
- Diet: ăn kiêng không đường.
- Code Red: anh đào.
- Voltage: màu xanh dương với hương dâu rừng và nhân sâm.
- Baja Blast: chanh ta và dứa (chỉ bán tại Taco Bell).
- White Out: cam chanh và bưởi với màu trắng đục.